# Ewa Farna
Ewa Farna, född 12 augusti 1993 i Třinec, är en polsk sångerska född i Tjeckien. Hon tillhör den polska minoriteten i Tjeckien. Efter att ha vunnit talangtävlingar i både Tjeckien och Polen år 2004 och 2005 upptäcktes hon av musikproducenten Lešek Wronka och släppte sitt debutalbum Měls mě vůbec rád år 2006. Hon har sedan dess släppt totalt tre stycken studioalbum på tjeckiska och tre stycken studioalbum på polska. År 2008 släppte hon sitt första livealbum. För att fira sin artonde födelsedag höll Farna ett par konserter i september 2011 som även dem spelades in. Både ett polskt  och ett tjeckiskt  livealbum släpptes som både CD och DVD i november samma år.

## Diskografi

### Singlar
| År   | Singel                      | Topplaceringar | Topplaceringar | Topplaceringar |
| År   | Singel                      | Polen          | Slovakien      | Tjeckien       |
| ---- | --------------------------- | -------------- | -------------- | -------------- |
| 2006 | "Měls mě vůbec rád"         | —              | —              | 3              |
| 2006 | "Zapadlej krám"             | —              | 32             | 7              |
| 2007 | "Ticho"                     | —              | 13             | 3              |
| 2007 | "La la laj"                 | —              | 25             | 2              |
| 2007 | "Jaký to je"                | —              | 27             | 2              |
| 2007 | "Tam gdzie nie ma dróg"     | —              | —              | —              |
| 2008 | "Boží mlejny melou"         | —              | 22             | 5              |
| 2009 | "Cicho"                     | —              | —              | —              |
| 2009 | "Dmuchawce, latawce, wiatr" | —              | —              | —              |
| 2009 | "Toužím"                    | —              | 12             | 2              |
| 2009 | "Ty jsi král"               | —              | —              | 32             |
| 2010 | "La la laj"                 | —              | —              | —              |
| 2010 | "Maska"                     | —              | —              | 7              |
| 2010 | "Ewakuacja"                 | 1              | —              | —              |
| 2011 | "Bez łez"                   | —              | —              | —              |
| 2011 | "Nie przegap"               | 3              | —              | —              |
| 2011 | "Sama Sobě"                 | —              | —              | 15             |
| 2013 | "Znak"                      | 3              | —              | —              |
| 2013 | "Ulubiona rzecz"            | —              | —              | —              |
| 2014 | "Leporelo"                  | —              | —              | 12             |
| 2014 | "Tajna misja"               | —              | —              | —              |

| År   | Album                                | Topplaceringar | Topplaceringar |
| År   | Album                                | Polen          | Tjeckien       |
| ---- | ------------------------------------ | -------------- | -------------- |
| 2007 | Sam na sam - Släppt: 9 november 2007 | —              | —              |
| 2009 | Cicho - Släppt: 9 mars 2009          | 17             | —              |
| 2010 | Ewakuacja - Släppt: 5 november 2010  | 7              | —              |

| År   | Album                                       | Topplaceringar | Topplaceringar |
| År   | Album                                       | Polen          | Tjeckien       |
| ---- | ------------------------------------------- | -------------- | -------------- |
| 2006 | Měls mě vůbec rád - Släppt: 6 november 2006 | —              | 3              |
| 2007 | Ticho - Släppt: 1 oktober 2007              | —              | 2              |
| 2009 | Virtuální - Släppt: 26 oktober 2009         | —              | 3              |

| År   | Album                                      | Topplaceringar | Topplaceringar |
| År   | Album                                      | Polen          | Tjeckien       |
| ---- | ------------------------------------------ | -------------- | -------------- |
| 2008 | Blíž ke hvězdám - Släppt: 10 november 2008 | —              | 4              |
| 2011 | Live - Släppt: 14 november 2011            | 14             | —              |
| 2011 | 18 Live - Släppt: 28 november 2011         | —              | 6              |